# 大邱東部警察署
大邱東部警察署（テグトンブけいさつしょ）は、大邱地方警察庁所管の警察署である。

## 管轄区域
- 東区

## 沿革
- 1975年7月27日 - 開署。
- 1981年7月1日 - 慶山警察署から3支署を編入。
- 1984年9月18日 - 寿城警察署開署により寿城区内の支署を移管。
- 2009年2月 - 現在の庁舎が完成。

## 組織
- 警務課
- 生活安全課
- 刑事課
- 捜査課
- 情報保安課
- 警備交通課
- 女性青少年課

## 管轄地区隊
- クンコゲ地区隊
- 南新岩地区隊
- 東大邱地区隊
- 安心地区隊
- 東村地区隊

## 管轄派出所
- 公山派出所
- 不老派出所
- 八公派出所

## 管轄治安センター
- 新岩1治安センター
- 新岩5治安センター
- 新岩4治安センター
- 孝睦1治安センター
- 孝睦2治安センター
- 新川治安センター
- 新川3治安センター
- 東大邱駅治安センター
- 龍渓治安センター
- 安心3治安センター
- 大林治安センター
- 芳村治安センター